# Low (groupe)
Pour les articles homonymes, voir Low.
Low est un groupe de rock alternatif américain fondé en 1993 à Duluth, dans l'État du Minnesota. Composé d'Alan Sparhawk (guitare, chant) et Mimi Parker (batterie, chant), avec divers bassistes au fil des ans, le groupe se distingue par son style minimaliste et épuré, souvent qualifié de slowcore. Leur musique se caractérise par des harmonies vocales délicates, des tempos lents et une approche introspective.
Au cours de sa carrière, Low enregistre treize albums studio, le dernier étant Hey What en septembre 2021. En 2022, le groupe cesse ses activités à la suite de la mort de Mimi Parker à l’âge de 55 ans, des suites d’un cancer des ovaires.

## Biographie

### Années 1990
Alan Sparhawk, né en 1969, (chant, guitare), et John Nichols (basse) forment Low en 1993. Sparhawk convainc sa femme Mimi Parker d'intégrer le groupe à la batterie et au chant. Sparhawk et Mimi Parker, mormons convaincus, sont mariés depuis 1990 (elle se convertit au mormonisme à cette occasion), et ont deux enfants,. Ils se sont rencontrés pour la première fois à l'âge de neuf ans durant leur fourth grade, l'équivalent américain du CM1. Le groupe enregistre plusieurs démos qui lui permettent de s'adjoindre les services de Mark Kramer (en), producteur de Galaxie 500.
Low publie son premier album, I Could Live In Hope, en décembre 1994, sur le label Vernon Yard, une filiale de Virgin Records. Sparhawk considère la chanson Words, issue de ce premier album, comme leur « carte de visite » : « Cette chanson définit en quelque sorte ce qu'était le groupe à ses débuts ». Le trio met ainsi en place un rock minimal, lent, intimiste et cérébral, inspiré notamment par l'album Faith de The Cure, mais aussi Joy Division, Brian Eno, et « l'ennui de vivre à Duluth »,,,. Les harmonies vocales développées par Sparhawk et Parker y occupent une place centrale. Celle-ci adopte dès le départ une batterie minimaliste composée uniquement d'une caisse claire, de deux cymbales et d'un tom basse, en utilisant des maillets  au lieu de baguettes.

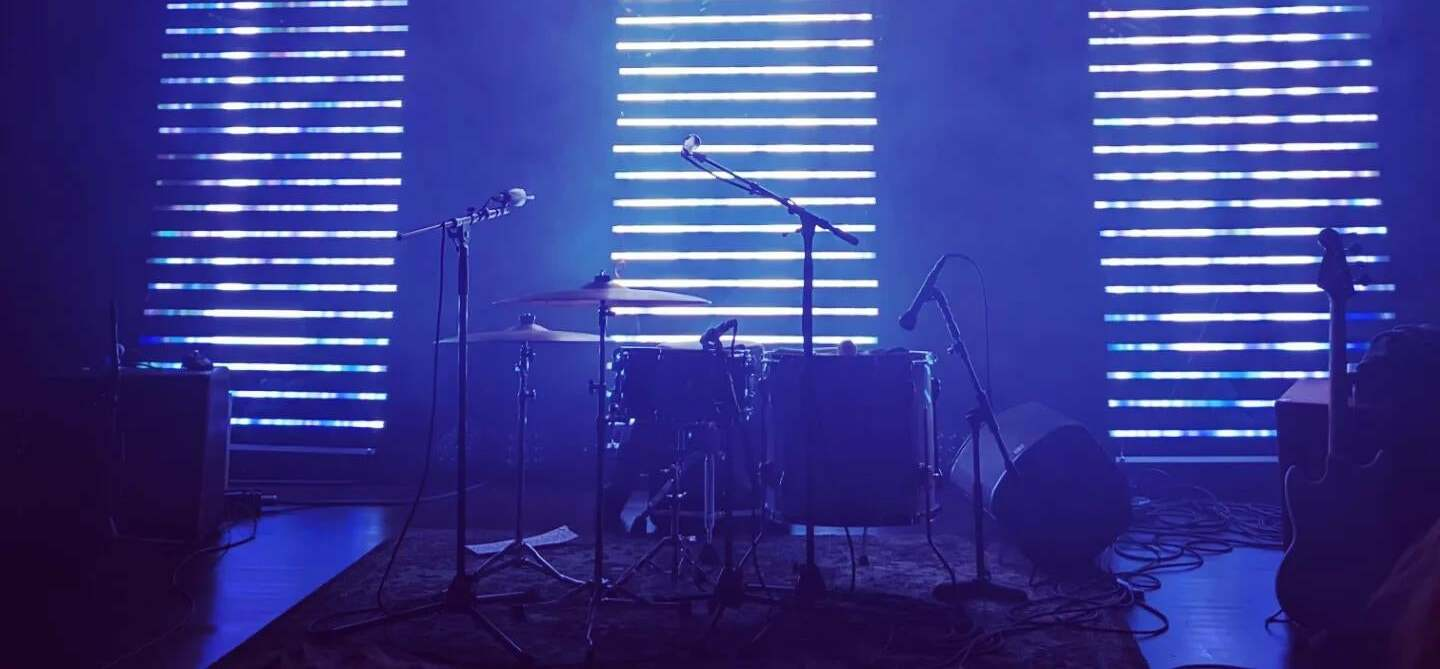
L'une des caractéristiques du son de Low pendant 30 ans est la batterie minimaliste utilisée par Mimi Parker, qui se tenait au centre de la scène entre son mari, le guitariste et chanteur Alan Sparhawk, et le bassiste du groupe.

La musique de Low se voit qualifiée de slowcore ou de sadcore,, en contrepoint au grunge. Le groupe est à l'époque contraint de refuser une offre de tournée avec Jeff Buckley, en raison du départ de son bassiste John Nichols, encore lycéen et dans l'incapacité d'assurer efficacement de longues tournées.
Avec le nouveau bassiste Zak Sally, le groupe publie deux autres albums chez Vernon Yard : Long Division en 1995, et The Curtain Hits The Cast en 1996.
Long Division est enregistré en deux jours, toujours avec l'aide du producteur Mark Kramer. Le titre Shame est utilisé à plusieurs reprises dans une émission de télé-réalité de MTV nommée The Real World : San Francisco.
L'album The Curtain Hits The Cast est quant à lui enregistré avec Steve Fisk. Le groupe s'y ouvre davantage au drone et à la musique expérimentale, en particulier sur la chanson Do You Know How to Waltz?, longue de 14 minutes. Ils citent notamment comme influences de ce morceau les artistes La Monte Young, Steve Reich et Spacemen 3.
En 1996, leur EP Transmission rend hommage à la chanson du même nom de Joy Division. Leur dernière publication pour Vernon Yard/Caroline est l'album owL, qui regroupe huit remixes, par entre autres DJ Vadim et Jimmy Somerville.
En 1997, Low inaugure son nouveau contrat avec le label Kranky en publiant l'EP Songs For A Dead Pilot. Selon Drowned in Sound, ce dernier « représente Low dans ce qu'il a de plus extrême, étirant la structure de ses chansons (et la patience de l'auditeur) jusqu'au point de rupture. ». Selon Libération, il « révèle un cœur nihiliste qu’on était plus habitués à entendre dans le metal extrême ou le dark ambient ». En 1998 est publié leur premier enregistrement live officiel, nommé One More Reason to Forget. Il est enregistré dans une église de Louisville, dans le Kentucky.
Les deux albums qui suivent, Secret Name (1999) et Things We Lost In The Fire (2001), sont enregistrés par Steve Albini. Selon un article du magazine Uncut publié en 2011, ces albums « élargissent subtilement leur registre et restent, aux yeux de nombreux fans, leur meilleur travail. »,,.
En 1999, le groupe publie Christmas, album de Noël qui rassemble compositions originales et reprises. Au départ destiné aux fans, ce mini-album permet au groupe une percée sur les radios britanniques, et se voit qualifié par le New Musical Express de « meilleur album de Noël de tous les temps ». Le titre Little Drummer Boy est en outre utilisé dans un spot publicitaire de la firme Gap, ce qui rapporte au groupe une importante somme d'argent

### Années 2000

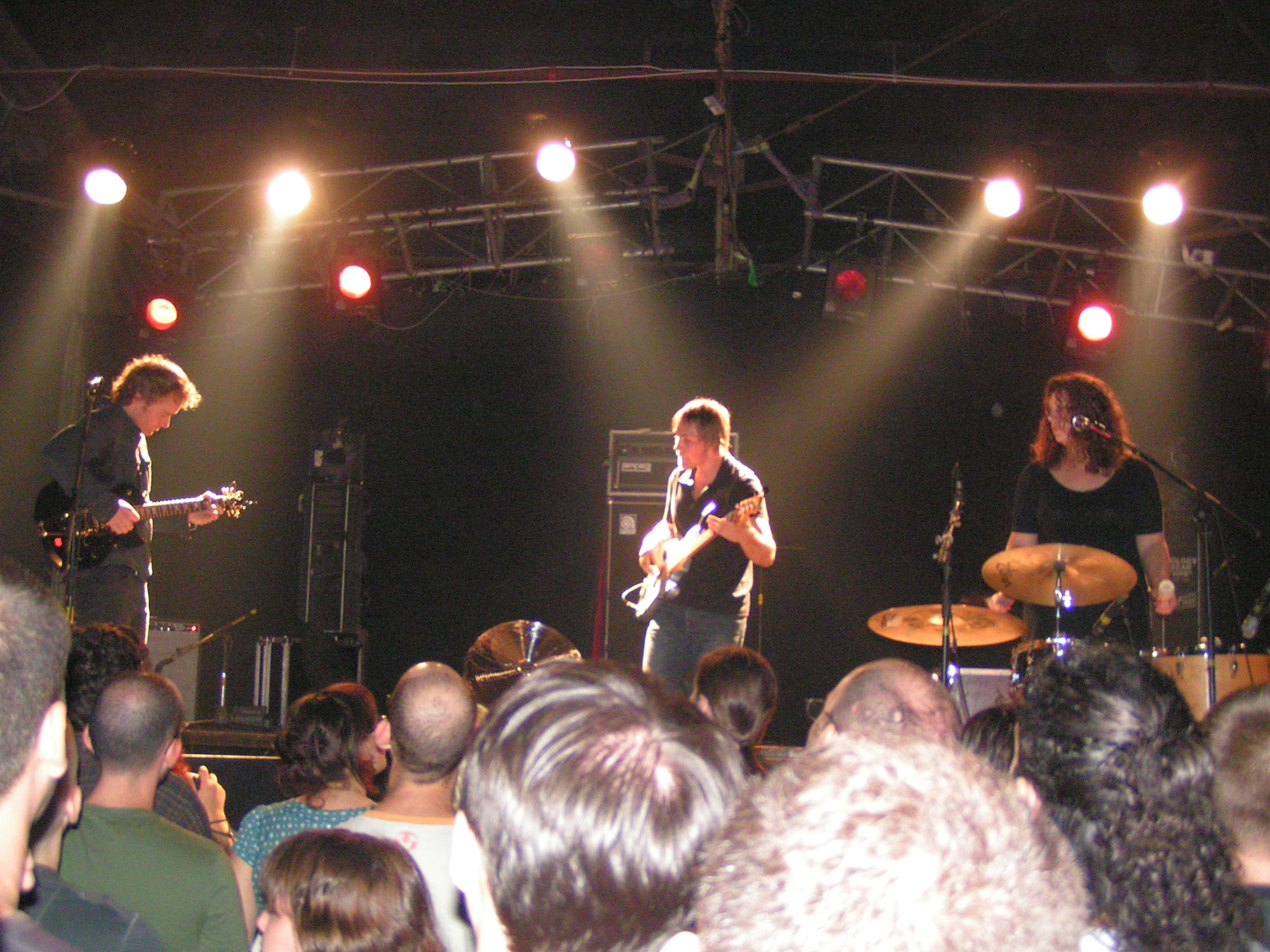
Low au Barby club, à Tel Aviv, en septembre 2008.

En mai 2001 est publié leur EP collaboratif avec le groupe australien Dirty Three, pour la collection In the Fishtank du label discographique néerlandais Konkurrent (nl).
Trust, leur sixième album, le dernier pour Kranky Records, paraît en septembre 2002. Il est mixé aux Real World Studios de Peter Gabriel par Tchad Blake, connu pour son travail avec des groupes comme Crowded House, Los Lobos et Richard Thompson. L'album bénéficie également de la présence de Gerry Beckley, membre du groupe de soft rock America, qui prête sa voix à deux chansons. En 2003, le groupe assure la première partie de Radiohead lors d'une tournée européenne, puis pour une date au Madison Square Garden à New York.
En 2004, pour ses dix ans de carrière, le groupe publie le coffret de raretés et de faces B baptisé A Lifetime Of Temporary Relief.
En 2005, leur premier album chez Sub Pop, intitulé The Great Destroyer, est produit par Dave Fridmann. Avec ses guitares franches et sa production ample, ce septième album tranche radicalement avec les précédentes œuvres de Low. Le groupe connait une période difficile, avec le départ puis le retour du bassiste Zack Sally, et l'annulation d'une tournée en raison d'une dépression nerveuse de Sparhawk,.
Zak Sally finit par être remplacé par Matt Livingston, qui participe à l'enregistrement de l'album Drums And Guns, paru en 2007,. Il est qualifié par The Guardian d'« exceptionnellement sombre, avec des paroles qui évoquent la mort, des thèmes apocalyptiques et la guerre d'Irak ». Le kit de batterie de Parker y est renforcé par une boîte à rythmes.
Alan Sparhawk multiplie les projets parallèles au cours de la seconde moitié des années 2000, dont un album solo en 2006 (Solo Guitar), et le premier album de son autre groupe Retribution Gospel Choir en 2008. 

### Années 2010
Le 12 avril 2011 , l'album C'mon est publié. Plus pop et enjoué, cet album marque l'arrivée du nouveau bassiste Steve Garrington,. Il est coproduit par Matt Beckley, connu pour son travail avec Leona Lewis et Avril Lavigne. L'année suivante, Low part en tournée en Espagne et en Angleterre, puis en Amérique du Nord en première partie de Death Cab for Cutie.
Jeff Tweedy de Wilco se charge de la production de leur dixième album, The Invisible Way, publié le 19 mars 2013,,. L'album introduit des évolutions sonores, notamment par l'intégration d'instruments acoustiques tels que le piano,. Le changement le plus notable réside dans la présence vocale accrue de Mimi Parker, qui prend le rôle de chanteuse principale sur cinq chansons, contre deux ou trois habituellement.
En septembre 2015, suit l'album Ones and Sixes, enregistré par BJ Burton à Eau Claire, dans les studios de Bon Iver,. Un des titres de cet album, Into you, est utilisé dans l'épisode 8-05 de la série américaine Castle dès octobre 2015.
Le groupe enregistre son douzième album nommé Double Negative une nouvelle fois avec le producteur BJ Burton au studio April Base de Justin Vernon dans le Wisconsin. Publié le 14 septembre 2018, soit 25 ans après la formation du groupe, l'album est un grand succès critique. Il obtient notamment un score moyen de 86/100, sur la base de 21 critiques collectées, sur le site agrégateur de critiques Metacritic - ce qui le place à la 33e position des albums les mieux notés par la presse spécialisée en 2018, tous genres confondus.

### Années 2020
En juin 2021, le groupe publie le titre Days Like These, premier extrait de son treizième album qui sort le 10 septembre de la même année. Pour ce nouvel album nommé Hey What, Alan Sparhawk et Mimi Parker travaillent une nouvelle fois avec le producteur BJ Burton, et se séparent du bassiste Steve Garrington, qui jouait avec le groupe depuis l'album C'mon de 2011. Leur premier concert pour promouvoir Hey What a lieu à Minneapolis, avec Liz Draper à la basse. L'album est nommé à la 64e cérémonie des Grammy Awards, dans la catégorie Best Engineered Album (Non-Classical), qui récompense la production d’un disque.
Le 5 novembre 2022, Mimi Parker meurt à l’âge de 55 ans, des suites d’un cancer des ovaires diagnostiqué en décembre 2020.

## Membres
- Mimi Parker - batterie, chant (1993-2022)[47]
- Alan Sparhawk - chant, guitare (1993-2022)
- John Nichols - basse (1993-1994)
- Zak Sally - basse (1994-2005)
- Matt Livingston - basse (2005-2008)
- Steve Garrington - basse (2008-2020)
- Liz Draper - basse (2021-2022, pour la scène uniquement)

## Discographie

### Albums studio
- 1993 : I Could Live in Hope (Vernon Yard Recordings (en))
- 1994 : Long Division (Vernon Yard Recordings)
- 1996 : The Curtain Hits the Cast (Vernon Yard Recordings)
- 1999 : Secret Name (Kranky/Tugboat Records (en))
- 2001 : Things We Lost in the Fire (Kranky/Tugboat Records)
- 2002 : Trust (Kranky/Rough Trade)
- 2005 : The Great Destroyer (Sub Pop/Rough Trade)
- 2007 : Drums and Guns (Sub Pop)
- 2011 : C'mon (Sub Pop)
- 2013 : The Invisible Way (Sub Pop)
- 2015 : Ones and Sixes (Sub Pop)
- 2018 : Double Negative (Sub Pop)
- 2021 : Hey What (Sub Pop)

### Compilations et autres albums
- 1998 : One More Reason To Forget (album live, BlueSanct Records (en))
- 1998 : owL Remix (Vernon Yard/Caroline Records)
- 1999 : Christmas (mini-album, Tugboat Records/Chairkickers' Music)
- 2001 : Paris '99 ("Anthony, Are You Around?") (album live, P-Vine)
- 2004 : A Lifetime of Temporary Relief: 10 Years of B-Sides & Rarities (Chairkickers' Music/Rough Trade)

### EP
- 1996 : Finally... (Vernon Yard Recordings)
- 1996 : Transmission EP (Vernon Yard Recordings)
- 1997 : Songs For A Dead Pilot (Kranky)
- 2000 : Bombscare EP (en collaboration avec Spring Heel Jack, Tugboat Records (en))
- 2000 : The Exit Papers (A Soundtrack By Low) (Temporary Residence Limited)
- 2001 : In The Fishtank 7 (en collaboration avec Dirty Three, Konkurrent (nl))
- 2003 : Murderer (Vinyl Films)